# ビーバーヤドリムシ

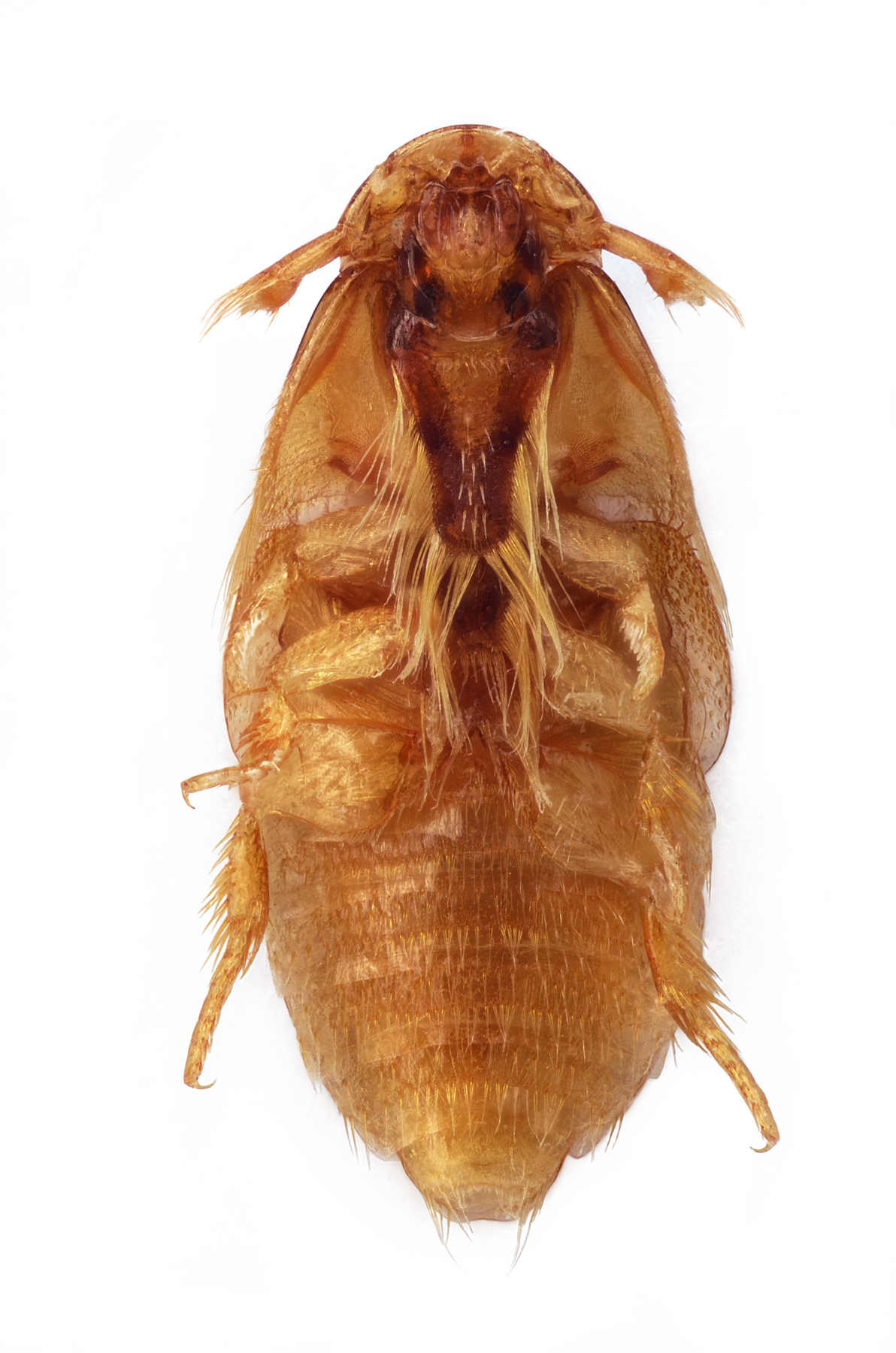
成虫腹面

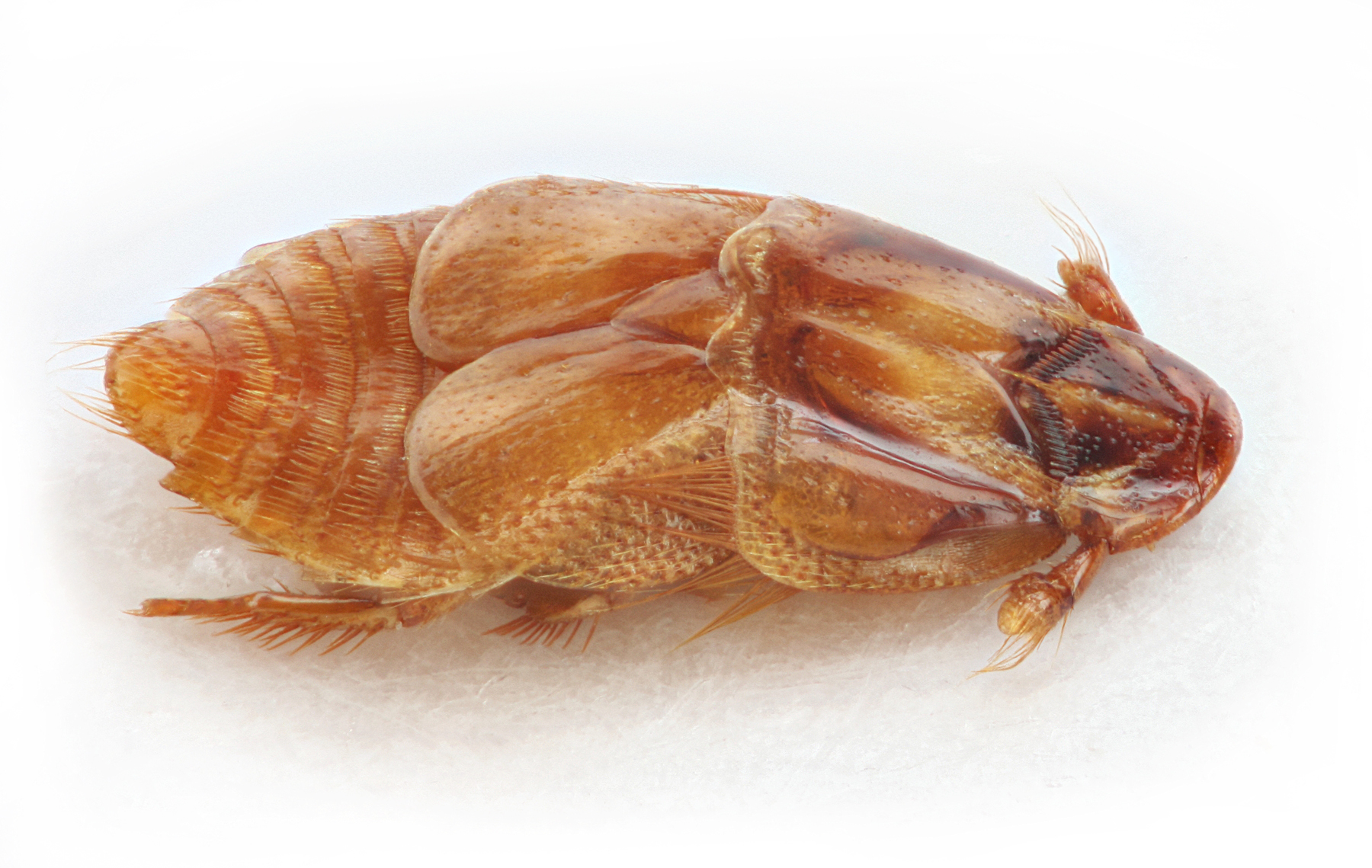
斜め側面

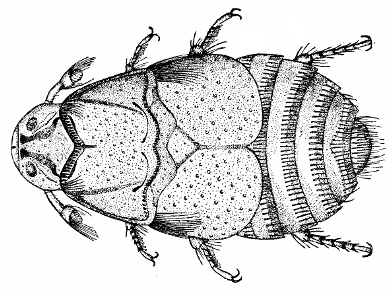
構造が分かりやすい線画（成虫）

ビーバーヤドリムシ（ビーバー宿り虫）、学名：Platypsyllus castoris は、タマキノコムシ科に分類される1属1種の甲虫。ビーバー類の体表に外部寄生するためにこの名がある。あまりに変わった形のため、発見当初は甲虫と思わずにノミ目に分類したり新目を創設した学者もいた。

## 摘要
分布
- 欧州・北米。ホスト（寄主）であるビーバー類の分布にほぼ一致する[2]。

形態
- 体長2～4mm。ノミを背腹に平たくしたような外観。後翅は退化しており、上翅も短い。淡褐色で光沢がある[2]。

生態
- 成虫・幼虫ともにビーバー類に外部寄生する。北米ではカナダカワウソからの発見された例があるが、これは偶因的なものと見られている[3]。またロシア西部でもユーラシアカワウソからの発見例があり、ビーバーの住処近くにいる哺乳類には日和見的に寄生する場合もあると考えられている[4]。

分類
- 1属1種。
- 【原記載】

Platypsyllus castoris Ritsema, 1869  Petites Nouvelles Entomologiques Vo.1, No.6 p.23. 
　※ 上記リンクの23頁の左側中ほどに「C'est à la bienveillande de …」で始まる署名入りの原記載記事がある。
- 【タイプ産地】

Jardin zoologique à Rotterdam (Pays-Bas)：オランダ・ロッテルダム動物園。アメリカビーバーに寄生。
- 属名はギリシア語で「platus（πλατύς：幅広い・平たい）＋psylla（ψύλλα：ノミ）」、種小名 castoris は「ビーバーの…」の意。
- シノニム： Platypsyllus. castorinus Westwood, 1869[5]

## 特徴

### 形態
体長は2-4mm、楕円形で著しく扁平、全体に淡褐色。頭部・前胸・鞘翅には浅いアバタ状の点刻があるが、全体には滑らかで光沢がある。一見ノミに似るが、ノミが左右に扁平なのに対し、本種は背腹に平たく、微小なゴキブリのようにも見える。
触角は短く特殊化しており、第1節は他の節の合計より長く、第2節は杯状で周囲に長い毛が生え並び、第3節～第11節は著しく短くて全体が球桿状（きゅうかんじょう：触角先端部が丸く膨らむさま）を呈し、これが杯状の第2節に部分的に嵌り込んでいる。複眼は退化している。頭部前縁は前方に張り出し、頭部後方には多数の刺が櫛状に並んだ特殊な構造がある。これによく似た構造は系統的に無関係のノミ類にも見られる。大腮（おおあご）は板状で可動であるが、機能的でないと考えられている。
前胸背はやや大きく、前方がV字状に切れ込み、両側縁は後方になだらかに広がる。小楯板はやや大きく目立ち、前胸背板や上翅の表面には粗い点刻がある。後翅は消失しており、上翅（鞘翅）も鱗状で短いため腹部背面の大部分が露出している。各腹節には背腹ともに後方に向いた剛毛を列生する。3対の脚は多少短めではあるが普通に発達していて、前脚基節は扁平で円錐形や球形に突出せず、跗節（ふせつ）は全脚とも5節からなる。

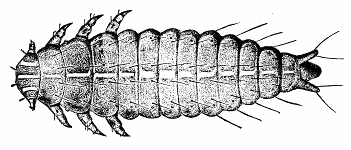
幼虫背面

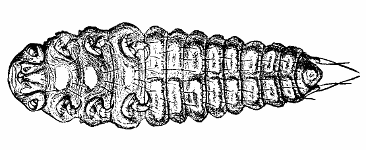
幼虫腹面

幼虫は細長くて背腹に平たく、3対の胸脚をもち、他のタマキノコムシ科の幼虫とさほど変わらず、大腮にも鋭く尖った切歯がある。

### 生態
ビーバー類の体表に外部寄生し、欧州原産のヨーロッパビーバー Castor fiber や北米原産のアメリカビーバー Castor canadensis がホスト（寄主）となる。なお、アメリカビーバーは欧州にも移入されている。
卵期（30日）と蛹期（11～12日）以外、すなわち幼虫と成虫はともにビーバーの体表で生活し、皮膚組織を食べるほか、分泌物、老廃物なども餌としていると考えられている。成虫は1年中ホストの体表に見られ、1頭のビーバーに生息する数は0～192個体までの幅があるという報告がある。
温度に敏感で、ビーバーが死んで体温が下がり始めると速やかに離れ、暖かい人の手などに移動するのが観察されている。しかし原則的にはビーバー以外の動物には寄生しないとされ、1998年6月にカリフォルニア州で自動車に轢かれたカナダカワウソ Lontra canadensis から本種が見つかった例もあるが、これは偶因的なものと考えられている。また2013年にはロシアのスタヴロポリ地方でユーラシアカワウソ Lutra lutraに付いたメス2個体が見つかっており、寄生の経緯は不明ながら、上記カナダカワウソの例も考え合わせれば、ビーバーの住処近くにいる哺乳類には日和見的に付く場合もあるのだろうと推定されている。
幼虫期は3齢あり、少なくとも6月から9月まではホスト上に見られるが、季節によっては全く見られない場合もある。このため、時期によっては体表から離れてホストの巣穴内などでスカベンジャー的な生活をしている可能性も推測されている。蛹はビーバーの巣内の地面に作った蛹室で過ごす。なお、ホストであるビーバーが本種の寄生によって特に悩まされているといった様子は観察されないという。

## 分類

### 初期の誤認
本種を最初に報告した Ritsema は、ロッテルダム動物園のビーバーに寄生していた個体を譲り受けて、1869年9月15日発行のフランスの昆虫雑誌『Petites Nouvelles Entomologiques』に新属新種として発表した。一般の甲虫類からかけ離れた外見やビーバーに寄生するという生態に惑わされた彼は、原記載の中で「疑いも無くノミ目（Suctoria）に属するものである」と述べたが、一方では通常のノミは左右に扁平で本種のように背腹に扁平なものはこれまで知られていないこと、上翅の形態が甲虫のハネカクシ科のそれに似ていること、小盾板などもカメムシや甲虫のそれに類するとも述べており、既知のノミ類とは大きく異なることも認識していた。しかし新属新種として記載するに止まり、新科の創設はしなかった。また、原記載には「Castor Fiber L.（ヨーロッパビーバー）」に寄生していたとあるが、当時この動物園ではアメリカビーバーしか飼っておらず、その誤りだとされる。
この Ritsema の発表からわずか2週間後、Westwood は10月1日発行のイギリスの昆虫雑誌『Entomolgists Monthly Magazine 』に本種1種のためだけに創設した「Achreioptera」という新目（もく）を発表した。本種が甲虫類であることが明らかにされたのはこの数年後の1872年で、LaConte が初めて本種が Leptinus 属に近縁ながら非常に特殊化した甲虫であることに気付き、ビーバーヤドリムシと Leptinus 属を合わせて Leptinidae という新科を創設した。
しかし学名そのものは、たとえ分類が誤っていたとしても、先に記載された学名に優先権が与えられる先取権の原則があるため、この Leptinidae という科名は当初ノミ目と誤認していた Ritsema が創設したビーバーヤドリムシ科 Platypsyllidae のシノニムとなる。また、甲虫と判明した後もその分類上の位置については種々議論されたが、これらの詳細は「Platypsyllus 属の興味深い変遷史」として Dessart(1993) によってまとめられている。
20世紀中は独立の科として扱われることが多く、その場合の科名には Leptinidae がしばしば用いられた。21世紀初頭では後述のとおり類縁の3属とともにビーバーヤドリムシ亜科としてタマキノコムシ科の1亜科に位置づけられることが多いが、今後の研究の進展によっては再び分類上の扱いが変わる可能性もある。

### ビーバーヤドリムシ亜科
ビーバーヤドリムシ亜科 Platypsyllinae Ritsema, 1869（=Leptininae LeConte, 1872）（英名：mammal nest beetles）のメンバーは全て哺乳類の巣や体表などで寄生的生活を送る。ビーバーヤドリムシ以外は上翅が発達していて一般的な甲虫の形をしているが、どの種も微小で、後翅や複眼は縮小もしくは消失しており、体は著しく扁平になっている。
ビーバーヤドリムシ亜科には以下の4属が分類されている。
- Leptinillus Horn, 1882 … 新北区に2種。アメリカビーバーとヤマビーバー（ヤマビーバー科）に寄生。
- Leptinus Müller, 1817 … 旧北区に6種、新北区に3種。小型の齧歯類に寄生。他の昆虫を捕食することもあり。
- Platypsyllus Ritsema, 1869 (=Platypsylla LeConte, 1872) … 旧・新北区。ビーバヤドリムシ1種のみ。
- Silphopsyllus Olsufiev, 1923 … 旧北区（ウクライナ・カザフスタン・ロシアなど）。 S. desmanae Olsufiev, 1923の1種のみ。 ロシアデスマン（モグラ科）に寄生。